# Lusakunk
Lusakunk (en arménien Լուսակունք ; anciennement Tuskyulu) est une communauté rurale du marz de Gegharkunik, en Arménie. Elle compte 1 512 habitants en 2008.